# Dong-gu
Dong-gu (en coréen 동구 ou « arrondissement de l'est ») est un arrondissement, ou canton, de la ville de Busan, en Corée du Sud. Il fut l'un des six premiers arrondissements de l'agglomération de Busan établi en 1957. La gare de Busan, qui est le terminus du chemin de fer reliant Séoul à Busan, est située dans Busan-Est.
Busan-Est est le centre historique de l'agglomération de Busan dont il reste des vestiges du mur de Busan (부산진성의 성곽 ; 釜山鎭城의城城郭) : Gujangru (구장루 ; 龜藏樓), Geumrugwan (금루관 ; 金壘關), la porte de Jindong (진동문 ; 鎭東門), la porte de Jongnam (종남문; 鐘南門) qui étaient respectivement les entrées nord, ouest, est et sud de Busan.
En 2019, la population de l'arrondissement était de 85 673 habitants.

## Divisions administratives
Dong-gu était initialement constitué de quatre quartiers, mais ces derniers, pour des raisons administratives, ont été subdivisés en 17 sous-quartiers.
- Beomil-1 (범일1동 ; 凡一1洞)
- Beomil-2 (범일2동 ; 凡一2洞)
- Beomil-4 (범일4동 ; 凡一4洞)
- Beomil-5 (범일5동 ; 凡一5洞)
- Choryang-1 (초량1동 ; 草梁1洞)
- Choryang-2 (초량2동 ; 草梁2洞)
- Choryang-3 (초량3동 ; 草梁3洞)
- Choryang-6 (초량6동 ; 草梁6洞)
- Jwacheon-1 (좌천1동 ; 佐川1洞)
- Jwacheon-4 (좌천4동 ; 佐川4洞)
- Sujeong-1 (수정1동 ; 水晶1洞)
- Sujeong-2 (수정2동 ; 水晶2洞)
- Sujeong-4 (수정4동 ; 水晶4洞)
- Sujeong-5 (수정5동 ; 水晶5洞)

## Curiosités
- Port de Busan
- Chinatown de Busan
- Busan Station Plaza
- Marché de Busanjin
- Deux Waegwan (왜관 ; 倭館), qui sont des anciens bureaux d'échanges commerciaux entre les Japonais et les Coréens sous la dynastie Yi de la période Joseon, appelés Gogwan (고관 ; 古館) et Gugwan (구관 ; 舊館).
- le donjon ou pavillon de Jaseong (자성대 ; 子城臺) ou Busanjin-jiseong (부산진지성 ; 釜山鎭支城)
- Yeongga-dae (Yeongga Pavilion) (永嘉臺)
- Statue du général Jeong Bal
- Statue de l'officier Heung-shin Yun